# Liga Nacional de Nueva Zelanda 2000
La Liga Nacional de Nueva Zelanda 2000 fue la trigésima edición de la antigua primera división del país. El formato cambió con respecto a la edición anterior, en la que se disputaron dos ligas, una en la Isla Norte y otra en la Sur, con un gran final entre los ganadores de ambas. El campeonato constó de 10 equipos en un sistema de liga todos contra todos, en el cual los cuatro primeros accederían a los playoffs.
Finalmente, el Napier City Rovers se coronó campeón tras vencer en los penales al Waikato United. El Nelson Suburbs abandonó la competición en el final y tuvo que jugar un promoción junto con el Metro FC y los ganadores de las ligas Norte, Centro y Sur para definir dos cupos de la temporada 2001.

## Equipos participantes
| Equipo                      | Ciudad           |
| --------------------------- | ---------------- |
| Central United              | Auckland         |
| Manawatu                    | Palmerston Norte |
| Dunedin Technical           | Dunedin          |
| Metro FC                    | Auckland         |
| Miramar Rangers             | Wellington       |
| Napier City Rovers          | Napier           |
| Nelson Suburbs              | Nelson           |
| University-Mount Wellington | Auckland         |
| Waitakere City FC           | Waitakere        |
| Woolston Technical          | Christchurch     |

## Clasificación
| Pos | Equipo                      | PJ | G  | E | P  | GF | GC | Dif | Pts |
| --- | --------------------------- | -- | -- | - | -- | -- | -- | --- | --- |
| 1   | University-Mount Wellington | 18 | 11 | 4 | 3  | 35 | 22 | 13  | 39  |
| 2   | Napier City Rovers          | 18 | 9  | 4 | 5  | 37 | 20 | 17  | 35  |
| 3   | Dunedin Technical           | 18 | 8  | 3 | 7  | 32 | 26 | 6   | 29  |
| 4   | Manawatu                    | 18 | 8  | 3 | 7  | 31 | 28 | 3   | 29  |
| 5   | Waitakere City FC           | 18 | 7  | 3 | 8  | 37 | 34 | 3   | 26  |
| 6   | Central United              | 18 | 7  | 2 | 9  | 29 | 28 | 1   | 26  |
| 7   | Nelson Suburbs              | 18 | 6  | 6 | 6  | 32 | 37 | -5  | 26  |
| 8   | Miramar Rangers             | 18 | 6  | 5 | 7  | 28 | 33 | -5  | 23  |
| 9   | Woolston Technical          | 18 | 4  | 6 | 8  | 23 | 35 | -12 | 19  |
| 10  | Metro FC                    | 18 | 5  | 2 | 11 | 23 | 44 | -21 | 18  |

J: partidos jugados; G: partidos ganados; E: partidos empatados; P: partidos perdidos; GF: goles a favor;
 GC: goles en contra; DG: diferencia de goles; Pts: puntos
|  | Clasificación a los playoffs |

|  | Promoción con los ganadores de las ligas Norte, Centro y Sur |

## Playoffs

### Semifinales
| 27 de agosto de 2000 | Napier City Rovers | 2:2 | Dunedin Technical | Park Island, Napier |  |

| 27 de agosto de 2000 | University-Mount Wellington | 3:0 | Manawatu |  |  |

El partido entre el Napier City Rovers y el Dunedin Technical se tuvo que repetir ya que a pesar de que el Dunedin convirtió el gol de oro necesario para acceder a la final, el árbitro creyó que esa regla no se aplicaba y decidió seguir, finalmente el partido lo ganó el Napier City por 4-3 en los penales. El conjunto de Dunedin exigió una repetición.

#### Repetición
| 31 de agosto de 2000 | Napier City Rovers | 3:0 | Dunedin Technical | Park Island, Napier |  |

### Final
| 3 de septiembre de 2000 | University-Mount Wellington | 0:0 (2:4 p.) | Napier City Rovers | North Harbour, North Shore |  |
|                         |                             |              |                    | Árbitro(s): Brian Precious |  |

| Bandera de Nueva Zelanda             |
| Campeón Napier City Rovers 4º título |

## Goleadores
| Jugador        | Equipo            | Goles |
| -------------- | ----------------- | ----- |
| Commins Menapi | Nelson Suburbs    | 15    |
| Aaron Burgess  | Dunedin Technical | 8     |